# الخطوط الجوية الأفغانية الرحلة 701

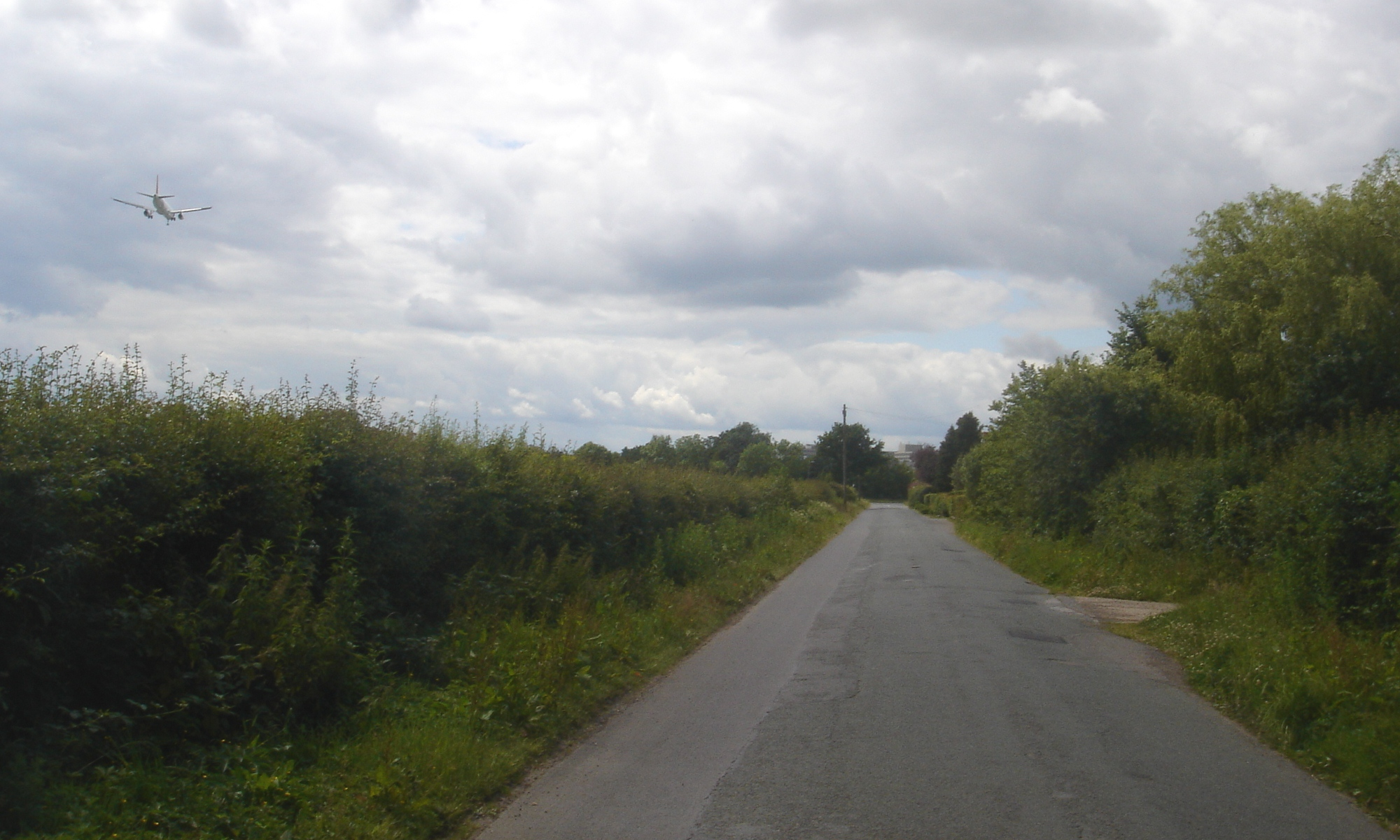
طريق فيرنهيل السريع حيث كان موقع هبوط الطائرة بسبب الطقس.

الخطوط الجوية الأفغانية الرحلة 701 (أيضا حادث طائرة فيرنهيل) طائرة بوينغ 727-113C كانت تحمل علي متنها 54 راكبا و8 من أفراد الطاقم وكانت متجهة من كابل إلي لندن عبر قندهار وإسطنبول وفرانكفورت في 5 يناير 1969 بقيادة الكابتن رحيم نوروز البالغ من العمر 37 عاما الذي أمضي 8 سنوات مع سلاح الجو الأفغاني وطيارا للشركة لمدة 6 سنوات والمساعد أول عبد الظاهر عطية البالغ من العمر 31 عاما كان مساعد طيار للشركة لمدة 10 سنوات ومهندس الرحلة محمد حسين فورملي البالغ من العمر 30 عاما كان مهندس رحلات للشركة لمدة 9 سنوات وتحطمت الطائرة علي طريق فيرنهيل ببلدة فيرنهيل بالقرب من هورلي بإنجلترا وكانت أسوء حادثة طيران في إنجلترا قبل الخطوط الجوية البريطانية الأوروبية الرحلة 548 وكانت أسوء حادث طيران لخطأ طيار قبل تصادم جبال سان غابرييل الجوي وكانت أسوء حادث طائرة تهبط علي الطريق السريع قبل الخطوط الجوية الجنوبية الرحلة 242.

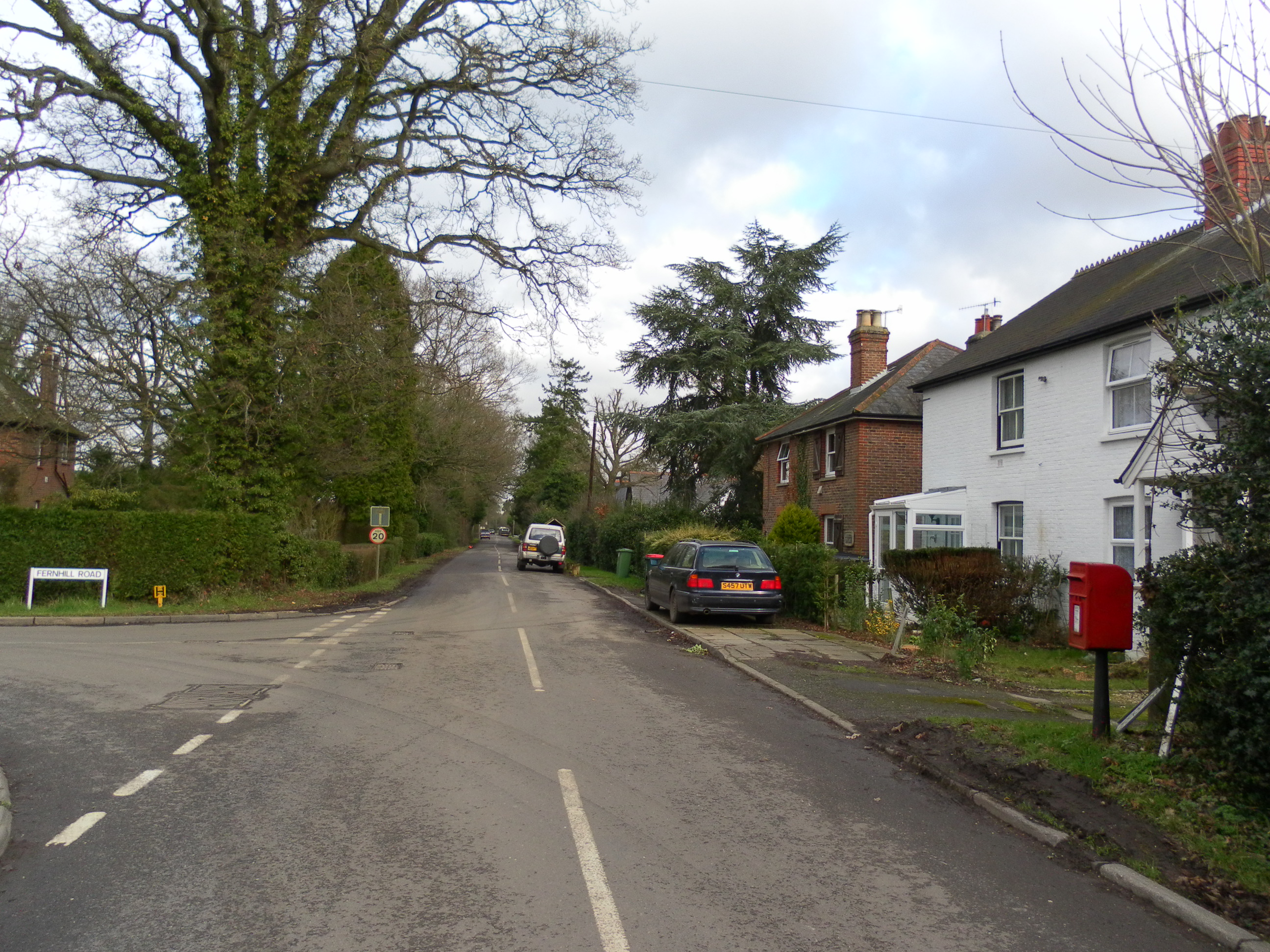
بقية منازل وأشجار بلدة فيرنهيل حيث كان منتصف موقع التحطم

## بداية المشاكل

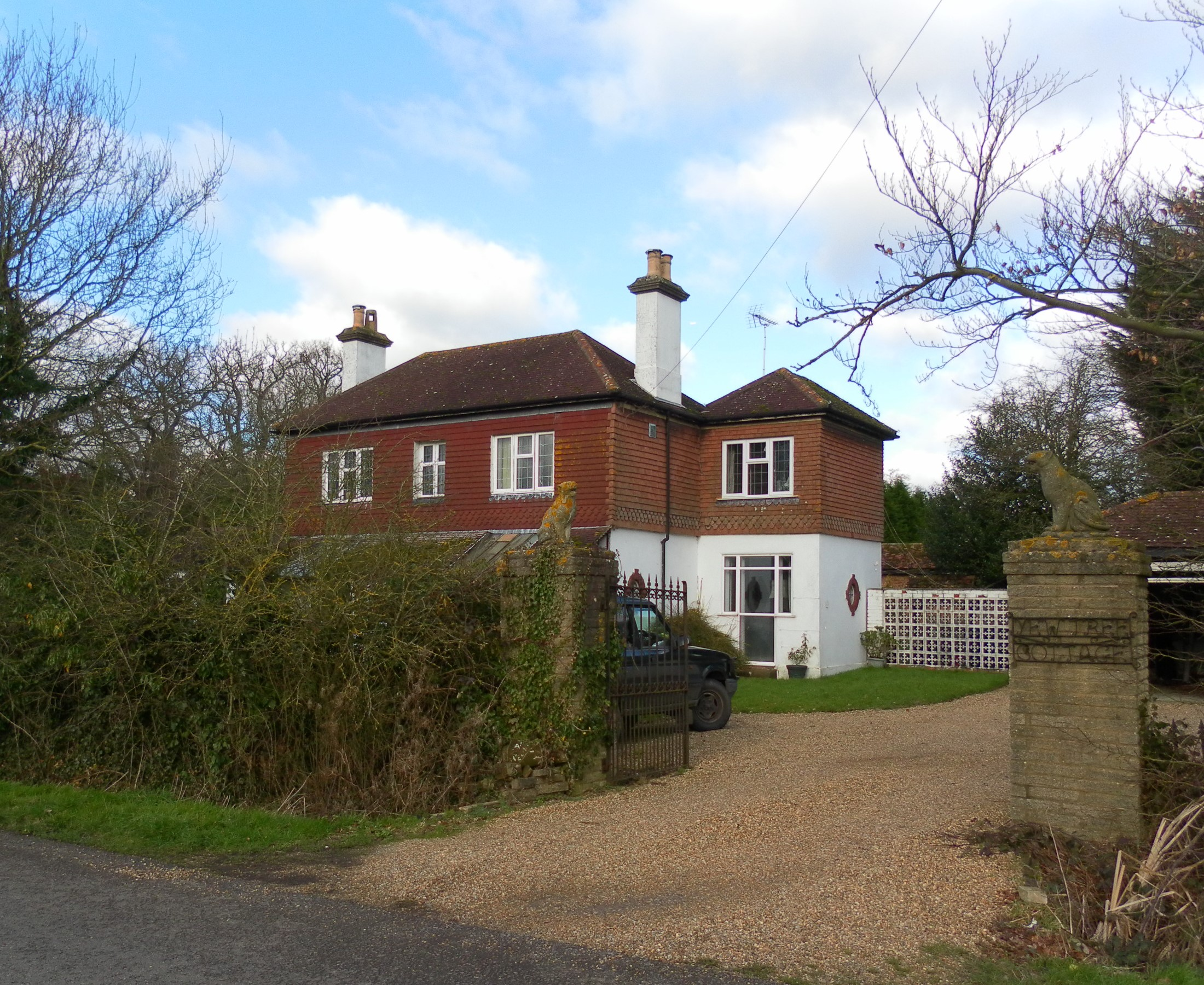
أحد أشجار ومنازل بلدة فيرنهيل حيث كان بداية موقع التحطم.

بينما كانت تقترب للهبوط أرتكب الطيار خطأ قاتلا ظن إنه المطار ولكن في الحقيقة كان طريق فيرنهيل وهبط عليه وحاول الإقلاع مجددا ولكن كان الطريق يمر ببلدة فيرنهيل وتحطمت الطائرة وتناثر حطامها في بلدة فيرنهيل وفي الغابات الإنجليزية المجاورة للبلدة الإنجليزية ومات 50 شخصا (من بينهم 2 علي الأرض) وجرح 15 شخصا (من بينهم 1 علي الأرض) ونجا 14 شخصا وكان المحققون الإنجليزيون والأفغانيون قد حللوا سبب الحادث وبإن خطأ الطيار بسبب الطقس السئ كان العاملان الرئيسيان في وقوع حادث طائرة فيرنهيل الإنجليزية وتم إنشاء نصب تذكاري.
‌